# Cezary Urban
Cezary Urban (* 1. Juni 1963 in Stettin) ist ein polnischer Politiker der Platforma Obywatelska (Bürgerplattform).

## Leben
Cezary Urban besuchte die Grundschule Nr. 30 und das Marie-Curie-Skłodowska-Gymnasium in Stettin. Anschließend studierte er an der Universität Stettin am Fachbereich für Mathematik, Chemie und Physik. Sein Studium schloss er mit einem Diplom für Mathematik ab. 1984 bis 1987 war er als Mathematiklehrer in Stettin tätig.  Ab 1988 bis 1993 war Urban dann stellvertretender Leiter der Pfadfinderorganisation Związek Harcerstwa Polskiego (Verband polnischer Pfadfinder) in Szczecin-Śródmieście und Direktor eines Pfadfinderheims. 1989 bis 1994 war er erneut als Mathematiklehrer tätig. Anschließend war er bis 1996 Direktor der Grundschule Nr. 50 in Stettin. Zum Direktor des allgemeinen Schulzentrums Nr. 7 wurde Urban 1996. Bei den Wahlen zum Sejmik der Woiwodschaft Westpommern im Jahr 2006 trat Urban für die Platforma Obywatelska an und konnte einen Sitz erringen. Bei den vorgezogenen Parlamentswahlen 2007 konnte Urban im Wahlkreis 41 Szczecin mit 8.646 Stimmen ein Mandat für den Sejm erringen. Im Sejm arbeitet er in der Kommission für territoriale Selbstverwaltung und Regionalpolitik sowie der Kommission für Bildung, Wissenschaft und Jugend.